# Modelsmühle (Sugenheim)
Modelsmühle  (fränkisch: Modlsmühl) ist ein Gemeindeteil des Marktes Sugenheim im Landkreis Neustadt an der Aisch-Bad Windsheim (Mittelfranken, Bayern). Modelsmühle liegt in der Gemarkung Krautostheim.

## Geografische Lage
Die Einöde liegt am Ehebach und an der Staatsstraße 2256, die nach Krautostheim (1,7 km westlich) bzw. nach Deutenheim führt (0,8 km nordöstlich).

## Geschichte
Der Ort wurde 1471 als „Modleß Müle“ erstmals erwähnt. Das Bestimmungswort des Ortsnamens ist der Familienname Model.
Im Rahmen des Gemeindeedikts (frühes 19. Jahrhundert) wurde Modelsmühle dem Steuerdistrikt Herbolzheim und der Ruralgemeinde Krautostheim zugeordnet. Am 1. Januar 1972 wurde Modelsmühle im Zuge der Gebietsreform in Bayern nach Sugenheim eingemeindet.

### Einwohnerentwicklung
| Jahr      | 001818 | 001836 | 001840 | 001861 | 001871 | 001885 | 001900 | 001925 | 001950 | 001961 | 001970 | 001987 |
| Einwohner |        | 7      | 7      | *      | 9      | 9      | 7      | 10     | 11     | 4      | 7      | 7      |
| Häuser    | 1      | 1      | 1      |        |        | 1      | 1      | 1      | 1      | 1      |        | 1      |
| Quelle    | [ 7 ]  | [ 10 ] | [ 11 ] | [ 12 ] | [ 13 ] | [ 14 ] | [ 15 ] | [ 16 ] | [ 17 ] | [ 18 ] | [ 19 ] | [ 1 ]  |

## Religion
Modelsmühle ist seit der Reformation evangelisch-lutherisch geprägt und bis heute nach St. Johannes (Krautostheim) gepfarrt.